# ساختمان متروپل
برج‌های دوقلوی متروپل یک پروژهٔ ساختمان سازی هلدینگ عبدالباقی واقع در خیابان امیری آبادان، ایران است. این دو برج قرار بود با دو پل شیشه‌ای در طبقات سوم و ششم به یکدیگر متصل شوند. برج شمارهٔ دو متروپل در ۲ خرداد ۱۴۰۱، پیش از آنکه به بهره‌برداری کامل برسد، بر اثر شکست سازه‌ای فروریخت. این سازه در محلی احداث شد که در زمان سابق سینمایی به نام متروپل وجود داشت.

## شرکت سازنده
برج‌های متروپل توسط هلدینگ عبدالباقی که یک شرکت خانوادگی ساخت برج‌های مسکونی و اداری، انبوه‌سازی و شهرک‌سازی در آبادان است ساخته شد.حسین عبدالباقی، مدیر عامل و رئیس هیئت مدیره هلدینگ عبدالباقی، در حادثه فروریختن برج شماره دو درگذشت.

## مشخصات

### برج شماره یک
برج شماره یک متروپل یک برج تجاری، پزشکی و اداری در ۱۰ طبقه با بیش از ۶۰۰۰ مترمربع زیربنا در خیابان امیری آبادان واقع است.

### برج شماره دو
این برج قرار بود در ۱۱ طبقه (بدون احتساب طبقه منفی یک و بام) با زیربنای ۴۵۰۰۰ مترمربع با سه بر ۵۰ متری در خیابان امیری و ۲۷ متر بر در خیابان سعدی و ۱۰۰ متر بر در فرعی ۱۳، به عنوان یک مجموعه تجاری، تفریحی، فرهنگی و پارکینگ طبقاتی ساخته شود.

## فروریختن
ظهر روز دوشنبه ۲ خرداد ۱۴۰۱ بخشی از برج متروپل بر اثر شکست سازه‌ای فروریخت. این حادثه ۴۳ کشته و ۳۷ زخمی داشت. 
دلیل فروریختن این ساختمان به صورت رسمی اعلام نشده‌است. با این حال پژوهشکده مهندسی سازه پژوهشگاه بین‌المللی زلزله‌شناسی و مهندسی زلزله، سه دلیل اصلی فروریختن این مجتمع را عدم توجه به رعایت سیستم‌های مهندسی، عدم توجه سازندگان به هشدارهای مهندسان ناظر و بی‌توجهی شهرداری آبادان به این هشدارها اعلام کرد.
کشته شدگان متروپل
این لیست، لیست کسانی هستند که پیکرشان پیدا شده‌است.
| نام                         | سن | توضیحات                                             |
| --------------------------- | -- | --------------------------------------------------- |
| مریم قربانی {بوانی}         | ۳۰ | همسر رامین معصومی صاحب کافه مری                     |
| آمنه امینی نیا              |    | کارمند روابط عمومی هلدینگ عبدالباقی                 |
| رامین معصومی                |    | همسر مریم قربانی و صاحب کافه مری برادر شیرین معصومی |
| دانیال خسروی                |    | مسئول و کارشناس روابط عمومی هلدینگ عبدالباقی        |
| محمدحسین {آرمان} قیصری      |    | صاحب بستنی فروشی [بستنی فروت‌لند]                    |
| شیرین معصومی                |    | خواهر رامین معصومی                                  |
| علیرضا دریس                 |    | کارشناس واحد فروش هلدینگ عبدالباقی                  |
| کریم ابراهیمی مقدم{بندری}   |    | کارگر ساختمان                                       |
| حمید فالی پور               |    | برق کار ساختمان                                     |
| فوزی جلیلیان                |    | پدر عرفان و آرین                                    |
| ارین جلیلیان                |    | پسر فوزی جلیلیان و برادر عرفان                      |
| عرفان جلیلیان               |    | برادر آرین و پسر فوزی جلیلیان                       |
| حمیدرضا جلیلیان             |    | برادر زاده فوزی جلیلیان                             |
| مسیح صادقی                  | ۷  |                                                     |
| امیر لفتوی                  |    |                                                     |
| امین بهرانیان               |    |                                                     |
| رحمان بهبهانی               |    | برادر امیر بهبهانی                                  |
| امیر بهبهانی                |    | برادر رحمان بهبهانی                                 |
| پیمان باوندی                |    |                                                     |
| محمدرضا ایزد رضایی          |    |                                                     |
| میترا صالحیان پور           |    | خواهر ملیکا صالحیان پور                             |
| ملیکا صالحیان پور           |    | خواهر میترا صالحیان پور                             |
| فاطمه خلفی زاده             |    | زن‌عموی ملیکا و میترا صالحیان‌پور                     |
| نادیا کعبی                  |    | منشی دفتر حسین عبدالباقی                            |
| طارق قیم                    | ۳۵ |                                                     |
| محمد کشکی                   | ۴۰ |                                                     |
| حسن سعیداوی پور             | ۴۰ |                                                     |
| مصطفی باوندی                | ۴۲ |                                                     |
| علی نیک پور قنواتی          |    |                                                     |
| مسلم شیرین کلام             |    |                                                     |
| حسن مطوری                   |    | برادر مندز مطوری                                    |
| مندز مطوری                  |    | برادر حسن مطوری                                     |
| هاشم بهرانی پور             |    |                                                     |
| منصور تقی پور               |    |                                                     |
| محسن نصیری                  |    |                                                     |
| سید سالار کشفی              |    |                                                     |
| مهدی اسماعیلی               |    |                                                     |
| مرتضی ابراهیمی مقدم (بندری) |    |                                                     |
| سجاد احمدزاده               |    |                                                     |
| منصور عیدانی                |    |                                                     |
| کاظم ناصر مطوری             |    |                                                     |
| محسن صالحی                  |    |                                                     |
| محمد حمیدیان پور            |    |                                                     |